# Runaway: A Road Adventure
Runaway: A Road Adventure — компьютерная игра в жанре квест, созданная компанией «Péndulo Studios», первая игра в трилогии Runaway. Первый проект «Pendulo», прошедший мировую локализацию.

## Сюжет
Игра начинается с того, что студент Брайан Баско по дороге в университет сбивает молодую девушку по имени Джина, выбегающую из дверей стрип-бара. Он отвозит девушку, которая находится без сознания, в ближайшую больницу, где она приходит в себя и рассказывает ему, что за ней охотятся братья Сандретти, крупные мафиозные боссы, стремящиеся завладеть загадочным предметом, распятием, которое передал ей её отец, агент спецслужб. Чтобы обмануть бандитов, Брайан подкладывает на соседнюю койку манекен и меняет табличку на кровати. Киллер стреляет в манекен, полагая, что убил девушку. Затем Брайан и Джина прибывают в антропологический музей, где работает Клайв, друг Брайана. Там студенту удаётся добиться анализа распятия, в результате которого выясняется его принадлежность к культуре индейцев, а также связь с индейскими гробницами.

Однако бандиты, чех Густав и русский Фёдор, вламываются в музей и, убив уборщика Вилли и Клайва, похищают Брайана и Джину и прячут их в хижине в пустыне. Брайану удаётся бежать, он встречает автобус с девушками-трансвеститами, вместе с ними спасает Джину и сбегает на вертолёте.
Однако затем Джина проваливается в глубокий разлом и, как кажется Брайану, погибает. Но загадочный индейский вождь Вупучим убеждает студента не падать духом, а продолжать двигаться к цели. Позднее Брайан прибывает в город-призрак Дугласвиль, где встречает девушку Суши, её друзей Сатурна и Рутгера, колдунью Маму Дориту (возможный намёк на Вуду-Леди из Monkey Island) и её помощника Оскара, а также чудаковатого парня Джошуа, которому помогает наладить контакт с инопланетянами. Придя в себя, Джина признается, что на самом деле артефакт ей передал не отец, а её бывший бойфренд индеец Джонни, который увёл у Сандретт 20 миллионов долларов, а артефакт — это ключ от места, где они спрятаны. Суши помогает Брайану разработать и осуществить план, который фальсифицирует смерть Брайана и Джины, а также заставляет братьев Сандретти поверить, что Густав и Фёдор обманули их и присвоили себе все деньги, которые были украдены индейцем Джонни.
Таким образом, Брайан и Джина избавляются от преследования мафиози и забирают все деньги из банка.

## Персонажи
- Брайан Баско — главный герой игры, студент, попадающий в круговорот событий после того, как сбил загадочную девушку.
- Джина Тимменс — сбитая девушка.
- Братья Сандретти — крупные мафиозные боссы.
- Густав — чех, человек Сандретти, бандит.
- Фёдор — русский, человек Сандретти, бандит.
- Клайв — друг Брайна, работник музея.
- Малявка Боб — помощник Густава и Федора.
- Сьюзан Олива — доктор, реставратор музея.
- Вилли — уборщик музея, нелегально продаёт имущество музея.
- Лула — трансвестит, бывший баскетболист Луис Ламар.
- Мариолла — трансвестит, о прошлом неизвестно ничего.
- Карла — трансвестит, бывший пилот морской пехоты.
- Чувак с банками — бандит, охранявший амбар.
- Вождь Вупучим — вождь племени хопи.
- Суши — девушка — хакер, наследница великого сэра Дугласа, получила в наследство город-призрак Дугласвиль.
- Сатурн — творческая личность, друг Суши, приехавший в заброшенный Дугласвиль с целью творить.
- Рутгер — растаман, друг Суши, приехавший в заброшенный Дугласвиль заниматься ботаникой.
- Джошуа — странный тип, пытающийся связаться с инопланетянами в кратере.
- Мама Дорита — колдунья и целительница.
- Оскар — человек с темным прошлым, помощник Мамы Дориты.
- Индеец Джонни — грабитель инкассаторов, человек Сандретти.
- Мари — сестра Джонни, монашка.

## Саундтрек
Музыку к игре написал испанский композитор Дэвид Гарсиа-Моралес. Песни, созданные для Runaway: A Road Adventure, исполнила певица Вера Домингес.

## Отзывы в прессе
| Сводный рейтинг       | Сводный рейтинг       |
| Агрегатор             | Оценка                |
| --------------------- | --------------------- |
| GameRankings          | 77,27 %               |
| Metacritic            | 74 / 100 (19 обзоров) |
| MobyRank              | 80 / 100              |
| Иноязычные издания    |                       |
| Издание               | Оценка                |
| 1UP.com               | D+                    |
| AllGame               | [ 6 ]                 |
| G4                    | 3 / 5                 |
| GameSpot              | 7,5 / 10              |
| GameSpy               | [ 9 ]                 |
| Русскоязычные издания |                       |
| Издание               | Оценка                |
| Absolute Games        | 80 %                  |
| «Домашний ПК»         | [ 11 ]                |
| «Игромания»           | 8,0 / 10              |
| «Страна игр»          | 9,0/10                |